# Saidul Ajaib
Saidul Ajaib é uma vila no distrito de South, no estado indiano de Deli.

## Demografia
Segundo o censo de 2001, Saidul Ajaib tinha uma população de 14 075 habitantes. Os indivíduos do sexo masculino constituem 60% da população e os do sexo feminino 40%. Saidul Ajaib tem uma taxa de literacia de 67%, superior à média nacional de 59,5%: a literacia no sexo masculino é de 74% e no sexo feminino é de 55%. Em Saidul Ajaib, 15% da população está abaixo dos 6 anos de idade.